# Diverse ugerevyindslag 1945-1946
|  | Denne artikel er oprettet af botten Steenthbot ud fra en ekstern database. Den kan derfor have sproglige fejl eller mangler. Denne skabelon kan fjernes efter kontrol af indholdet. |

Diverse ugerevyindslag 1945-1946 er en dansk dokumentarisk optagelse fra 1946 indeholdende sammenklip fra ugerevyer.

## Handling
1) Russisk afskedsvisit i København, april 1946. Officiel middag for General Jakusjov og hans stab, samt kransenedlæggelse i Mindelunden. 2) Den Danske Brigades ankomst fra Sverige. Landgangen i Helsingør 5. maj 1945. 3) Danske flygtninges gave til Helsingborg: et monument skabt af Harald Isenstein. 4) Fest i Rebild Bakker med deltagelse af kronprinseparret, 4- juli 1945. 5) Frihedsrådets folkemøde i Fælledparken den 20. maj 1945. Minister for særlige anliggender Mogens Fog og kirkeminister Arne Sørensen taler. 6) Frihedskæmpere vender hjem fra Sverige med Malmøfærgen. 7) 15 danske fiskekuttere er købt af UNRRA og givet til Polen, der har fået ødelagt det meste af sin fiskerflåde under krigen. Bådene samles i Hundested Havn og sejler derfra via København til Gdynia.

## Medvirkende
- Kong Frederik IX
- Ebbe Rode
- Dronning Ingrid